# Richmondville
Richmondville és una població dels Estats Units a l'estat de Nova York. Segons el cens del 2000 tenia 786 habitants.

## Demografia
Segons el cens del 2000, Richmondville tenia 786 habitants, 314 habitatges, i 212 famílies. La densitat de població era de 167,7 habitants per km².
Dels 314 habitatges en un 34,7% hi vivien nens de menys de 18 anys, en un 49,7% hi vivien parelles casades, en un 13,4% dones solteres, i en un 32,2% no eren unitats familiars. En el 26,1% dels habitatges hi vivien persones soles el 10,5% de les quals corresponia a persones de 65 anys o més que vivien soles. El nombre mitjà de persones vivint en cada habitatge era de 2,5 i el nombre mitjà de persones que vivien en cada família era de 3.
Per edats la població es repartia de la següent manera: un 28,9% tenia menys de 18 anys, un 8,1% entre 18 i 24, un 29,9% entre 25 i 44, un 19,1% de 45 a 60 i un 14% 65 anys o més.
L'edat mediana era de 34 anys. Per cada 100 dones de 18 o més anys hi havia 88,9 homes.
La renda mediana per habitatge era de 35.714 $ i la renda mediana per família de 40.577 $. Els homes tenien una renda mediana de 31.538 $ mentre que les dones 25.208 $. La renda per capita de la població era de 17.512 $. Entorn del 5,4% de les famílies i el 9% de la població estaven per davall del llindar de pobresa.